# Glyphodes chlorophylalis
Glyphodes chlorophylalis is een vlinder uit de familie van de grasmotten (Crambidae), uit de onderfamilie van de Spilomelinae. De wetenschappelijke naam van deze soort is voor het eerst voorgesteld door George Francis Hampson in een publicatie uit 1912. De spanwijdte van het mannetje bedraagt 28 millimeter en van het vrouwtje 30 millimeter.
De soort komt voor in Papoea-Nieuw-Guinea.